# Дональд Дуб
Дональд Дуб Макдональд («Черный Дональд»; гэльск. Domhnall Dubh; умер в 1545) — шотландский дворянин из клана Макдональд, единственный сын Ангуса Ога Макдональда (ум. 1490) и Изабеллы Кэмпбелл, внук Джона Макдональда (1434—1503), лорда Островов (1449—1493) и графа Росса (1449—1476). Претендент на лордство Островов и графство Росс.

## Ранняя жизнь
Дональд Дуб родился в 1470-х годах на западных островах Шотландии (Гебридах), он был единственным сыном Ангуса Ога Макдональда (ум. 1490), вождя клана Макдональд, и внуком Джона Макдональда (1434—1503), графа Росса и лорда Островов.
В 1476 году под давлением шотландского короля Джон Макдональд вынужден был отказаться в пользу короны от графства Росс и ряда владений на западном побережье Шотландии, но сохранил за собой титул лорда Островов и власть на Гебридах. Это вызвало недовольство его незаконнорождённого сына и фактического наследника Ангуса Ога, который поднял мятеж против отца и королевской власти. В 1477—1481 годах на Гебридах шла гражданская война между Джоном Макдональдом и его сыном Ангуосом Огом. Джон Макдональд был отстранён сыном от власти и изгнан с острова Айлей. В 1481 году в решающей битве в Кровавой бухте у острова Малл Ангус Ог разгромил флотилию своего отца Джона Макдональда и его союзников из ряда кланов. Во время междоусобицы на островах Колин Кэмпбелл, граф Аргайл, враг Макдональдов и тесть Ангуса Ога, смог похитить трёхлетнего Дональда Дуба, который приходился ему родным внуком. В 1490 году Ангус Ог Макдональд был зарезан одним ирландским флейтистом. Большую часть жизни Дональд Дуб провёл в заключении в замке Иннисхоннел на озере Лох-О. После гибели Ангуса Ога шотландский король возобновил наступление на Гебридские острова. В 1493 году последний лорд Островов Джон Макдональд (дед Дональда) под давлением короля отрёкся от власти и уступил свои обширные владения на Гебридах шотландской короне.

## Побег из плена
В 1501 году при помощи Торкила Маклауда Домналл (Дональд) бежал из заключения. В заключении у графов Аргайл он провёл двадцать лет. Выход Дональда на свободу послужил толчком к мощному гэльскому восстанию, охватившему Гебридские острова и северо-западное побережье Шотландии. 13 августа 1502 года королевский совет объявил Торкила Маклауда мятежником, его владения подлежали конфискации. Король приказал Александру Гордону, графу Хантли, назначенному королевским комиссаром в Северной Шотландии, выступить на север и захватить земли клана Маклауд. Торкал и его союзник Лахлан Маклейн из Дуарта перешли в наступление против графа Хантли, в декабре 1503 года они вторглись и разорили лордство Баденох, принадлежавшее графу Хантли. Восставшие островитяне также напали на королевский остров Бьют. Восстание продолжалось до 1506 года, когда граф Хантли изолировал Торкала Маклауда и Дональда Дуба на севере Гебридских островов. В сентябре 1506 года граф Хантли захватил укрепления Торкила Маклауда на острове Скай. Дональд Дуб был взят в плен и вновь попал в заключение.
Дональд Дуб провёл 37 лет в тюрьме Эдинбургского замка, пока не бежал на свободу в 1543 году. В северо-западной Шотландии вновь началось гэльское восстание (1543—1545). На стороне Дональда Дуба выступили шотландские кланы Макдональд, Маклейн из Дуарта, Маклауд, Макдональд из Кланраналда и Маклин из Барры. Он собрал войско из несколько тысяч человек. Его поддержал Мэттью Стюарт, граф Леннокс, поднявший восстание против королевской власти в западных районах Шотландии.
В 1545 году Дональд Дуб прибыл во главе флота из 180 галер и 4-тысячного войска в Кэррикфергюс в Ирландии, где принёс ленную присягу на верность английскому королю Генриху VIII Тюдору, рассчитывая на поддержку Англии. Дональд Дуб признавал Мэтью Стюарта, графа Леннокса, регентом и планировал принять участие во вторжении английской армии в Шотландию. Но в том же 1545 году Дональд Дуб скончался от лихорадки в Дроэде.